# 1980年羽毛球世界盃
1980年羽毛球世界盃為第2屆羽毛球世界盃。本屆賽事於1980年1月在日本京都舉行。本屆賽會並未舉行混合雙打賽事；最終印尼奪下男子單打、男子雙打冠軍，女子單打及女子雙打冠軍則分別由丹麥、日本奪得。

## 獎牌榜
| 項目     | 冠軍                             | 亞軍                          | 季軍                  |
| 男子單打 | 林水镜 15－6、15－10             | 土田証雄                      | 普拉卡什·帕都恭       |
| 男子單打 | 林水镜 15－6、15－10             | 土田証雄                      | 弗來明·戴夫斯         |
| 女子單打 | 麗娜·科彭 11－4、12－10          | 湯木博惠                      | 米倉良子              |
| 女子單打 | 麗娜·科彭 11－4、12－10          | 湯木博惠                      | 珂絲坦·拉森           |
| 男子雙打 | 張鑫源 紀明發 15－6、15－3       | 弗來明·戴夫斯 斯蒂恩·斯科夫高 | 尾崎幹雄 池田信孝     |
| 男子雙打 | 張鑫源 紀明發 15－6、15－3       | 弗來明·戴夫斯 斯蒂恩·斯科夫高 | 飯野佳孝 土田証雄     |
| 女子雙打 | 德田敦子 米倉良子 15－12、17－14 | 維拉華蒂·維哈爾喬 黃祖金      | 近藤小織 高田幹子     |
| 女子雙打 | 德田敦子 米倉良子 15－12、17－14 | 維拉華蒂·維哈爾喬 黃祖金      | 珍·韋伯斯特 諾拉·佩里 |